# Aéroport international de Gao Korogoussou
L'aéroport international de Gao Korogoussou est un aéroport situé à Gao dans la région de Gao au Mali. Il se trouve à environ 5 km au sud-est de la ville , l'aéroport et actuellement en construction d'après les informations d'Aéroport du mali , la construction de l'aéroport  s'achèvera en 2027.

## Situation
| \| 40 km1:9 529 000 \| Bamako Gao Kayes Kidal Mopti Sikasso Tessalit Tombouctou |
| 40 km1:9 529 000                                                                |

## Historique
Il a été créé dans les années 1930 sous le nom de base aérienne 163 Gao par l'armée française et abrita la 3e escadrille des unités volantes d'Afrique-Occidentale française qui s'installa en 1932.
La base aérienne ferme à la suite de l'indépendance du Mali le 2 août 1961.
Lors de la guerre du Mali, l'État malien perd le contrôle de l'aéroport et de la ville de Gao qui passent sous le contrôle du Mouvement national pour la libération de l'Azawad (MNLA) à partir du 31 mars 2012 puis de mouvements islamistes radicaux, comme Ansar Dine ; les vols à partir et vers l'aéroport sont tous suspendus. Lors de l'engagement de la France en janvier 2013 dans l'opération Serval, l'armée française, appuyée par celle du Mali, reprend le contrôle de la zone de l'aéroport de Gao le 26 janvier 2013.
Elle sert depuis de base aux forces françaises et de la MINUSMA engagé dans ce conflit.
Le 23 septembre 2023, un Ilyushin Il-76 appartenant à une entreprise militaire privée russe et en provenance de Minsk s'est écrasé dans l'aéroport de Gao. 

## Infrastructures
L'aéroport dispose d'une piste en asphalte de 2 500 mètres de long sur 45 mètres de large.
Si les hélicoptères et avions de transport militaires peuvent y décoller et y atterrir, elle n’est pas adaptée, début 2015, aux avions de chasse à réaction.

### Compagnie aérienne et destination
| Compagnies | Destinations    |
| ---------- | --------------- |
| Sky Mali   | Bamako-M. Keïta |

Edité le 29/08/2023